# Orthosia monimalis
Orthosia monimalis là một loài bướm đêm trong họ Noctuidae.